# Nøkken
Nøkken er ifølge skandinavisk folketro et overnaturligt væsen, der holder til i åer, elve og søer, hvor det lokker mennesker til med sit spil. Nøkken kan antage skikkelse af et hvilket som helst dyr med fire ben, men det siges at den ikke kan efterligne buen på hornene hos en vædder. De oftest forekommende skikkelser er et menneske eller en lille hest med meget lang hale. Hesten ville prøve at lokke et uvidende menneske til at røre sin hale. Gjorde man det, sad man fast, og nøkken ville kaste sig i vandet og drukne den ulyksalige.
En lignende figur i dansk folketro er Åmanden. Sædvanligvis omtales han ikke som et synligt væsen, men det fortælles, at hvert år (eller med visse mellemrum) drukner nogen i åen. Når der er gået en tid, hvor ingen er druknet, høres en røst fra åen: Tiden er kommen, men manden er der endnu ikke. I det samme ses en mand komme styrtende, og selvom man vil holde ham tilbage, drukner han sig i åen. Åmanden skulle f.eks. bo i Odense Å og skal hvert år have et offer, ellers stiger åen over sine bredder og volder stor ødelæggelse. En blidere opfattelse af Odense Å findes i H.C. Andersens eventyr Klokkedybet.

## Etymologi
Ordet nykr, eller nøk, forekommer i forskellige varianter i de fleste germanske sprog. Nøkken kaldes Näcken eller Necken på svensk. I Skåne bliver skikkelsen også kaldet älven og bäckamannen. Nordpå til Uppland og Värmland bruges dertil betegnelsen strömkarlen, der svarer til den norske "fossegrimen", og endnu længere nord desuden forskarl, kvarngubbe og andet. På dansk er betegnelsen nøkken eller i ubestemt form en nøkke. På engelsk kaldes nøkken the Nix, eventuelt a nicker, og på tysk der Nix, der Neck, der Nöck, der Wassermann eller der Nickelmann.
Disse figurer er mandlige, mens det tyske ord die Nixe benyttes om en kvindelig vandånd, i flertal iblandt også kaldet Rheintöchter ("Rhindøtre"). Disse kan antage form af kønne, havfrue- eller undinelignende skikkelser med langt hår, smuk sang og dans, kneb, de bruger for at lokke mennesker ud i vandet. Tilsvarende kan også Nikse i ældre dansk og nixie og nixy på engelsk betyde "kvindelig vandånd". Den tyske flertalsform Nixen bruges både om mandlige og kvindelige, havfolk-lignende vandånder.
Det gammelengelske nicor bruges om uhyret Grendel - en efterkommer af biblens Kain - i det angelsaksiske heltekvad Beowulf fra 700-tallet. Ordet er også ophav til dialektordet knucker, som betegner et slangelignende vanduhyre, der ifølge gamle historier lever i dybe søer i Sussex.

## Nøkken i folkevisen
I én version af folkevisen Nøkkens svig fra omkring 1580 ligger nøkken under isen:
Stolt var den jomfru, i dansen tråd.
Det hørte han, nøkken, [som] under isen lå.
Pigerne danser på kirkegården, anført af kongens datter, der synger for ridderne, som danser med dragne sværd. Nøkken omskaber sig derfor til "en ridder skøn", og skaber sig en hest af vandet, og sadel og bidsel af sand. Så rider han til kirke og træder ind i kirkerummet, hvor han præsenterer sig for den forskrækkede præst som Alfast, kongesøn fra England. Kongedatteren lader sig friste af de gaver, han lover hende; og da han gør dem begge usynlige, bliver hun med. Det fortryder hun, allerede mens hun sidder hos ham på hesten; og midt ude i sundet lader han dem begge synke til havets bund. Som det lyder i sidste vers:
Det måtte man høre så langt af led,
hvor kongens datter under vandet skreg.

## Nøkken i Norge
Nøkken er i norsk folketro en vandånd tilknyttet søer og vandløb. Han optræder i ulige skikkelser, som menneske, hest, træstamme osv. Omskabt til en hvid hest prøver han at lokke én til at sætte sig på hans ryg, så han kan trave ud i vandet og drukne sit offer. Han er ondsindet og søger at lokke mennesker til sig i vandet, men man kan forsvare sig ved at råbe hans navn, såsom i det gamle vers: "Nyk! Nyk! Nål i vand. Jomfru Maria kasted' stål i vand! Du synker, jeg flyder!" Da taber han sin magt. Når nøkken hujer, er det et varsel om, at et menneske skal drukne. Nøkken er især farlig efter solnedgang. Sagnet "Nyk mig op" fortæller, at nogle børn legede ved åen og fik øje på en smuk hvid hest, der lå på bredden. De største børn klatrede op på dens ryg, mens den mindste ikke nåede op. Han råbte: "Nyk mig op!" - nykke er dialekt for at rykke i. Men da nøkken nu hørte sig nævnt ved navn, smed han sig i vandet med børnene på ryggen, og kun den mindste overlevede. Et vandresagn kendt også ellers i Europa, kaldes "Timen er kommet, men manden ikke". I versionen fra Telemark i 1882 forlyder det, at der en gang kom en mand til Heddal præstegæld i en sådan tilstand, at præsten bad folk om at tage vare på ham; men de havde nær aldrig fået kontrol på ham. Så hørtes nøkken råbe nede fra elven: "Timen er kommet, men manden ikke!" Manden bad om vand at drikke fra åen, og præsten bad dem om at hente det. Manden fik så vandet at drikke, og døde.
Der kendes et klart memorat (i folkemindevidenskaben en mundtlig fortælling, bygget på personlige minder, men af en sagnagtig karakter) om nøkken fra omkring 1850. Derefter kendes han kun fra sagn. Altså ophørte nordmænd sandsynligvis at tro på nøkken omkring 1850, og historier om ham fra en senere tid har været fortalt kun som underholdning, eller for at skræmme børn fra at gå ned til vandet. H.C. Andersen omtaler nøkken i sin roman Kun en spillemand fra 1837.
Nøkken optræder i Ibsens digt Med en vandlilje, udgivet i 1871:
Vogt dig, barn, for tjernets strømme.
Farligt, farligt dér at drømme!
Nøkken lader som han sover;
liljer leger ovenover.
Ellers kendes nøkken fra beretninger om Åsgårdsreia. Herom beretter Peter Christen Asbjørnsen: "…i spidsen rider Nøkken paa sin sorte Hest." 

## Nøkken i Sverige
I Skåne i Sverige fortælles det, at nøkken – eller näcken, som han hedder i Sverige – var en mester på sit instrument. Han lærte gerne fra sig, men det var en farlig lærdom at besidde. En spillemand kunne blive så fortryllet af sit eget spil, at han ikke kunne stoppe igen, før han havde mistet sin forstand. Men det var ligeså farligt for de dansende, som heller ikke kunne lade være at danse uafbrudt. Fortryllelsen kunne kun brydes, hvis nogen af de tilstedeværende skar strengene over med en kniv.
Den svenske kunstner Ernst Josephson (1851-1906) malede det berømte billede Strömkarlen af den nøgne mand med hår af søgræs, der spiller violin. Dette billede er for mange blevet opfattelsen af nøkken.

## Nøkken på Bornholm og iHarpens kraft
I Danmark talte man ellers om "Åmanden"; men vætten, der holdt til i Læsåen på Bornholm, kaldtes Læsåbobbanj. Det bornholmske bobbanj svarer til rigsdansk "bussemand". I Østermarie Sogn talte man om åbobba, og børnene blev advaret mod at gå for nær den farlige å. I 1850'erne fortaltes på Sydbornholm om en mand, der en mørk vinteraften ikke turde krydse Læså ved Vasegård af frygt for, at det var ved den tid, da nøkken ville forlange sit offer. Manden bad om nattely på Vasegård og fik det; men midt om natten lød den fæle røst med åmandsråbet: "Tiden er omme, men manden er ikke kommet!" Om morgenen fandt man manden død i sengen. Ud fra gamle tiders skæbnetro kunne ingen "fra sin folloga fly", som der står i Harpens kraft (på norsk Villemann og Magnill), hvor Magnill græder bitterligt, fordi det er hendes skæbne at drukne i åen. Villemann bygger en solid bro og lader en hel flok passe på hende, men alligevel snubler hendes hest, da hun skal over åen på vej til sit bryllup, så hun falder i vandet. Villemann ved dog råd; som i Orfeus og Eurydike prøver han at få sin elskede tilbage ved brug af musik, og med større held end Orfeus. Villemanns spil tvinger nøkken til at give Magnill tilbage. Sagnet kendes i en række varianter.
Nøkken regnes for at have givet navn til Nexø, i 1346 kaldt Nexe af ældre dansk næk = nøkken + "sø".

## Nøkken på Færøerne
Lidt i samme stil fortælles det på Færøerne, at nøkken kunne tryllebinde hele landsbyer. For at bryde nøkkens magt, skulle man bare sige dens navn "Nykur" (udtales "niikur"), og straks ville den lade alle gå. Fra Færøerne er der også sagn om, hvordan nøkken kunne bruges som arbejdshest, ved at spytte på dens ryg og riste kors over den hver dag. Glemte man det en enkelt dag, ville den enten tryllebinde folk i nærheden, eller stikke af.